# Wan Weixing
Wan Weixing (chinesisch 萬衛星 / 万卫星, Pinyin Wàn Wèixīng, * 1. Juli 1958 in Tianmen; † 20. Mai 2020 in Peking) war ein chinesischer Astrophysiker und Politiker der Gesellschaft des 3. September. Von 2016 bis zu seinem Tod 2020 war er Chefwissenschaftler des Marsprogramms der Volksrepublik China.

## Jugend und Studium
Wan Weixing wurde am 1. Juli 1958 als jüngstes von vier Kindern einer Bauernfamilie im damaligen Kreis Tianmen in Zentralhubei geboren. Sein Vater starb, als er noch klein war. Von da an musste seine Mutter ihn und seine drei Schwestern alleine großziehen,
wobei sich das Kinderbetreuungssystem der Volkskommunen als sehr hilfreich erwies. 1966, als er noch die Grundschule besuchte, brach die Kulturrevolution aus, für mehrere Jahre fand an den chinesischen Schulen kein regulärer Unterricht mehr statt. Wan Weixing behalf sich mit „Selbststudium“ und las in Ermangelung von Schulbüchern anderes Material, wobei Bücher zu Mathematik und Physik aus ideologischen Gründen leichter zugänglich waren als Literatur für geisteswissenschaftliche Fächer.
Er hatte das Glück, dass Lehrer seiner Schule häufig den Spielraum für höhere Funktionäre ausnützten und privaten Nachhilfeunterricht erteilten.
Als 1977 die Abiturprüfungen wieder aufgenommen wurden, gehörte er zum ersten Jahrgang, der damals ein reguläres Abitur machte (zuvor erfolgte die Zulassung zu den Hochschulen per Empfehlung nach politischer Zuverlässigkeit). 1978 begann er ein Studium am Institut für Astrophysik (空间物理系) der Universität Wuhan.
Nach seinem Studienabschluss 1982 wechselte Wan Weixing an das damalige Institut für Physik der Chinesischen Akademie der Wissenschaften in Wuhan (中国科学院武汉物理研究所),
wo er am Graduiertenkolleg bei Li Jun (李钧, 1930–1994) Astrophysik mit Schwerpunkt Ionosphärenphysik studierte. 1984 erwarb er dort den Grad eines Diplomphysikers, 1989 promovierte er mit einer Arbeit über Störungen in der Ionosphäre.

## Ionosphärenforschung
Nach der Promotion blieb Wan Weixing zunächst als Assistent am Institut für Physik. Von Oktober 1990 bis Juli 1991 war er Gastwissenschaftler am Zentrum für Atmosphärenforschung der University of Massachusetts Lowell, wo er zusammen mit Bodo Reinisch mit der an jenem Zentrum entwickelten Ionosonde – die sogenannte „Digisonde“ – ionosphärische Störungen untersuchte.
Nach seiner Rückkehr nach Wuhan war er zunächst noch eine Weile Assistent, bis er 1994 zum Wissenschaftsrat im Rang eines Professors (研究员) und Leiter des Labors für Ionosphärenphysik (电离层物理研究室) befördert wurde.
Als die Chinesische Akademie der Wissenschaften 2004 eine größere Umorganisation durchführte, zog Wan Weixing zusammen mit den Mitarbeitern seines Labors nach Peking um, wo sie als „Labor für Erdmagnetismus und Astrophysik“ (地磁与空间物理研究室) in das Institut für Geologie und Geophysik der Chinesischen Akademie der Wissenschaften integriert wurden.
Das seinerzeit von dem Geologen Ding Zhongli (丁仲礼, * 1957) sowie seinem Stellvertreter und späteren Nachfolger, dem Geophysiker Zhu Rixiang (朱日祥, * 1955) geleitete Institut war damals noch sehr traditionell ausgerichtet. Zhao Jiuzhang, 1950–1968 der erste Institutsleiter, hatte zwar bereits Hochatmosphärenphysik unterrichtet und mit der Höhenforschungsrakete T-7 auch die praktische Forschung auf diesem Gebiet vorangetrieben.
Anfang der 2000er Jahre konzentrierte man sich am Institut jedoch auf die Physik der festen Erde. Auf Wunsch des Institutsvorstands brachte die Wuhaner Gruppe nun als neuen Schwerpunkt die Aeronomie ein.
Neben Grundlagenforschung zum Ursprung des Erdmagnetfelds und seiner Umpolung befasste man sich am Labor vor allem mit der Einwirkung von solaren und interplanetaren Faktoren auf die Magnetosphäre, die Ionosphäre, die Hochatmosphäre und das Erdmagnetfeld, also dem sogenannten „Weltraumwetter“. Hierfür gab es am Labor drei Arbeitsgruppen: „Erdmagnetismus und Weltraumwetter“, „Weltraumwetter in der Ionosphäre“ sowie die von Wan Weixing persönlich geleitete und mit 12 weiteren Wissenschaftlern größte Arbeitsgruppe „Ionosphären- und Hochatmosphärenphysik“.
Durch Beobachtungen mit einem Doppler-Radar hatten Wan Weixing und seine Mitarbeiter schon in Wuhan herausgefunden, dass die wandernden Störungen in der Ionosphäre über China mit der Topographie der Qinghai-Tibet-Hochebene und den dort auftretenden Höhentiefs in der Troposphäre zusammenhingen,
ein Ansatz, den sie nun mit der Auswertung von Daten, die vom GPS-Netzwerk und von Ionosonden geliefert wurden, für Südchina und Nordamerika weiterverfolgten.
Durch Auswertung von mehr als 2,6 Millionen Datensätzen, die die taiwanesischen FORMOSAT-3-Satelliten über die vertikale Struktur der Ionosphäre gesammelt hatten, konnte ein Doktorand des Labors im Jahr 2011 starke Hinweise dafür finden, dass die aus vier im Abstand von jeweils 90 Längengraden um die Erde verteilten Wellen bestehende Plasmadichte-Struktur in der äquatornahen Ionosphäre an den Gezeitenwind gekoppelt ist,
ein Problem, mit dem sich die beiden Ionosphären-Arbeitsgruppen bereits seit 2008 auseinandergesetzt hatten.
Ein weiteres wichtiges Projekt von Wan Weixing war der Bau des Sanya Incoherent Scatter Radar (SYISR) im Süden der Insel Hainan, mit dem im Rahmen des Meridian-Projekts zur Beobachtung des Weltraumwetters – ähnlich wie mit dem Millstone-Radar des MIT Haystack Observatory – in Höhen zwischen 50 und 6000 km, also bis in den Van-Allen-Gürtel, die Elektronendichte und -temperatur sowie die Ionendichte-, temperatur und -geschwindigkeit gemessen werden kann.
Als Wan Weixing im Mai 2020 starb, stand die Radaranlage kurz vor ihrer Fertigstellung.

## Planetologie
Im Jahr 2008 stellte das Labor für Erdmagnetismus und Astrophysik zusammen mit dem Astronomischen Observatorium Shanghai ein Konzept für eine Erforschung der Ionosphäre des Mars mit der Sonde Yinghuo-1 auf, deren Start ursprünglich für Oktober 2009 geplant war. Ähnlich wie bei den FORMOSAT-3-Satelliten sollte mit zwei ähnlichen Plasmasensoren auf der chinesischen Sonde und der russischen Phobos-Grunt, der Hauptsonde der Mission, über die Signalveränderung beim Verschwinden einer Sonde unter dem Horizont, die sogenannte „Radio-Okkultation“, ein vertikales Elektronendichte-Profil der Marsionosphäre erstellt werden.
Daneben besaß Yinghuo-1 ein Gerät, mit dem das Energiespektrum der Elektronen und Ionen in der Hochatmosphäre des Mars gemessen werden konnten, dazu ihre Verteilung im Raum. Außerdem konnten mit diesem, vom damaligen Zentrum für Weltraumwissenschaften und angewandte Forschung entwickelten Gerät die Ionen anhand ihrer Masse identifiziert werden.
Wu Ji, der damalige Direktor des Zentrums für Weltraumwissenschaften, war auch der Chefwissenschaftler (首席科学家) der Marsmission.
Nach einer Verschiebung des ursprünglichen Starttermins hoben die beiden Sonden am 8. November 2011 schließlich ab, konnten dann aber die Transferbahn zum Mars nicht erreichen und verglühten am 15. Januar 2012 in der Erdatmosphäre.
Bereits 2010 hatte die Akademie der Wissenschaften der Nationalen Behörde für Wissenschaft, Technik und Industrie in der Landesverteidigung vorgeschlagen, ein eigenes, rein chinesisches Marsprogramm aufzulegen. Die Vorbereitungen hierzu liefen bald an, aber erst am 11. Januar 2016 gab Premierminister Li Keqiang die entsprechenden Mittel aus dem Fonds für Nationale wissenschaftlich-technische Großprojekte frei. Nun wurde Wan Weixing zum Chefwissenschaftler des Marsprogramms ernannt. Zunächst nahm er mit Hochschulen und Forschungseinrichtungen der Akademie der Wissenschaften Kontakt auf und begann die wissenschaftlichen Ziele der auf 2020 angesetzten Mission zu definieren, bei der neben einem Orbiter nun auch ein Rover zum Einsatz kommen sollte. Im Frühjahr 2017 wurde dann eine Konferenz abgehalten, zu der Wan Weixing neben den Wissenschaftlern auch eine Delegation von Ingenieuren unter der Leitung von Zhang Rongqiao eingeladen hatte, dem Technischen Direktor des Marsprogramms.
Gemeinsam wurde erarbeitet, welche Geräte realistischerweise in Orbiter und Rover eingebaut werden konnten, um die gewünschten Ziele zu erreichen.
Neben geologischen Untersuchungen, sowohl aus dem Orbit als auch mittels des Rovers, wurde der Schwerpunkt bei Tianwen-1 ähnlich wie bei der Vorgängermission auf die Erforschung der Ionosphäre, des Weltraumwetters und des Oberflächenwetters des Mars gelegt. Anders als die Erde besitzt der Mars kein globales Magnetfeld mit einem Nord- und Südpol mehr, sondern nur noch schwache lokale Magnetfelder. Dadurch hat der Planet auch keinen Strahlungsgürtel wie zum Beispiel der Van-Allen-Gürtel der Erde, der seine Oberfläche vor hochenergetischen Elektronen aus dem Weltall schützen würde. Um diese Dinge zu untersuchen, ist der Orbiter mit Teilchendetektoren ausgestattet, sowohl auf dem Orbiter als auch auf dem Rover gibt es Geräte zur Messung des Magnetfelds, und der Rover besitzt eine Wetterstation zur Messung von Temperatur, Luftdruck und Wind.
Bei der Chinesischen Geophysikalischen Gesellschaft hatte man sich schon seit den frühen 2000er Jahren mit fremden Planeten beschäftigt.
Im Jahr 2016 wurde dort schließlich eine Kommission für Planetologie (行星物理专业委员会) unter dem Vorsitz von Wan Weixing eingerichtet, bei den Vorstandswahlen am 14. Oktober 2017 wurde er zum Generalsekretär (常务副理事长) der Geophysikalischen Gesellschaft gewählt.
In dieser Eigenschaft arbeitete er einen langfristigen, über den Mars hinausgehenden Plan für die Erkundung des Sonnensystems aus, mit Missionen zu Merkur, Venus, Jupiter und den Asteroiden.
Eine Mission zu dem erdnahen Asteroiden (469219) Kamoʻoalewa und dem Hauptgürtelkometen 311P/PANSTARRS sowie die Erkundung des äußeren Sonnensystems wurden im März 2021 vom Nationalen Volkskongress genehmigt. Anfang 2022 wurde auch die Idee einer Mission zur Venus wieder aufgegriffen, sowohl von der Nationalen Raumfahrtbehörde Chinas im Rahmen ihres Planetenerkundungsprogramms als auch vom Nationalen Zentrum für Weltraumwissenschaften im Rahmen des Weltraumwissenschaftlichen Prioritätsprogramms.
Am Institut für Geologie und Geophysik der Akademie der Wissenschaften wurde das Labor für Erdmagnetismus und Astrophysik am 27. Juni 2017 in „Schwerpunktlabor für Geophysik und Planetologie“ umbenannt, weiterhin unter der Leitung von Wan Weixing, aber mit einem größeren Aufgabenbereich. Neben den ursprünglichen Arbeitsgruppen : „Erdmagnetismus und Weltraumwetter“, „Weltraumwetter in der Ionosphäre“ und „Ionosphären- und Hochatmosphärenphysik“ (nun von seinem ehemaligen Doktoranden Le Xin’an geleitet) gibt es in dem neuen Schwerpunktlabor heute die Arbeitsgruppen „Erdmagnetfeld und Biosphärenevolution“, „Seismologie“, „Vergleichende Planetologie“, „Innerer Aufbau der Erde“, „Innerer Aufbau der Planeten“ und „Planetare Astrophysik“ (geleitet von seinem ehemaligen Doktoranden Wei Yong).

## Politisches Engagement
1992 trat Wan Weixing in die „Gesellschaft des 3. September“ ein, eine politische Partei, deren Mitglieder sich überwiegend aus dem akademischen Mittel- und Oberbau rekrutieren und deren offizielles Motto „Patriotismus, Demokratie, Wissenschaft“ (爱国，民主，科学) lautet. Von 1998 bis 2008 saß er als Vertreter der Partei im Ständigen Ausschuss der Politische Konsultativkonferenz der Provinz Hubei (中国人民政治协商会议湖北省委员会常务委员会), 2002 wurde er stellvertretender Vorsitzender des Landesverbandes Hubei der Gesellschaft des 3. September (湖北省第四届委员会副主委). Im Juni 2012 wurde er in den Vorstand des Landesverbandes Peking (北京市第十二届委员会) gewählt,
im Dezember jenes Jahres ins Zentralkomitee der Partei.
Bei den Parlamentswahlen im Dezember 2012/Januar 2013 wurde Wan Weixing in seinem Heimatwahlkreis Hubei in den Nationalen Volkskongress gewählt,
fünf Jahre später wurde er – wieder in Hubei – wiedergewählt.
Insgesamt errang die Gesellschaft des 3. September bei jener Wahl 64 von 2980 Parlamentssitzen. Am 18. März 2018, auf der konstituierenden Sitzung des neugewählten Parlaments wurde Wan Weixing als einer von 5 Vertretern der Gesellschaft des 3. September in den Ständigen Ausschuss des Nationalen Volkskongresses gewählt, das „Kernparlament“ der Volksrepublik China, wo die tatsächliche Gesetzgebung stattfindet.